# Elkanah Tisdale

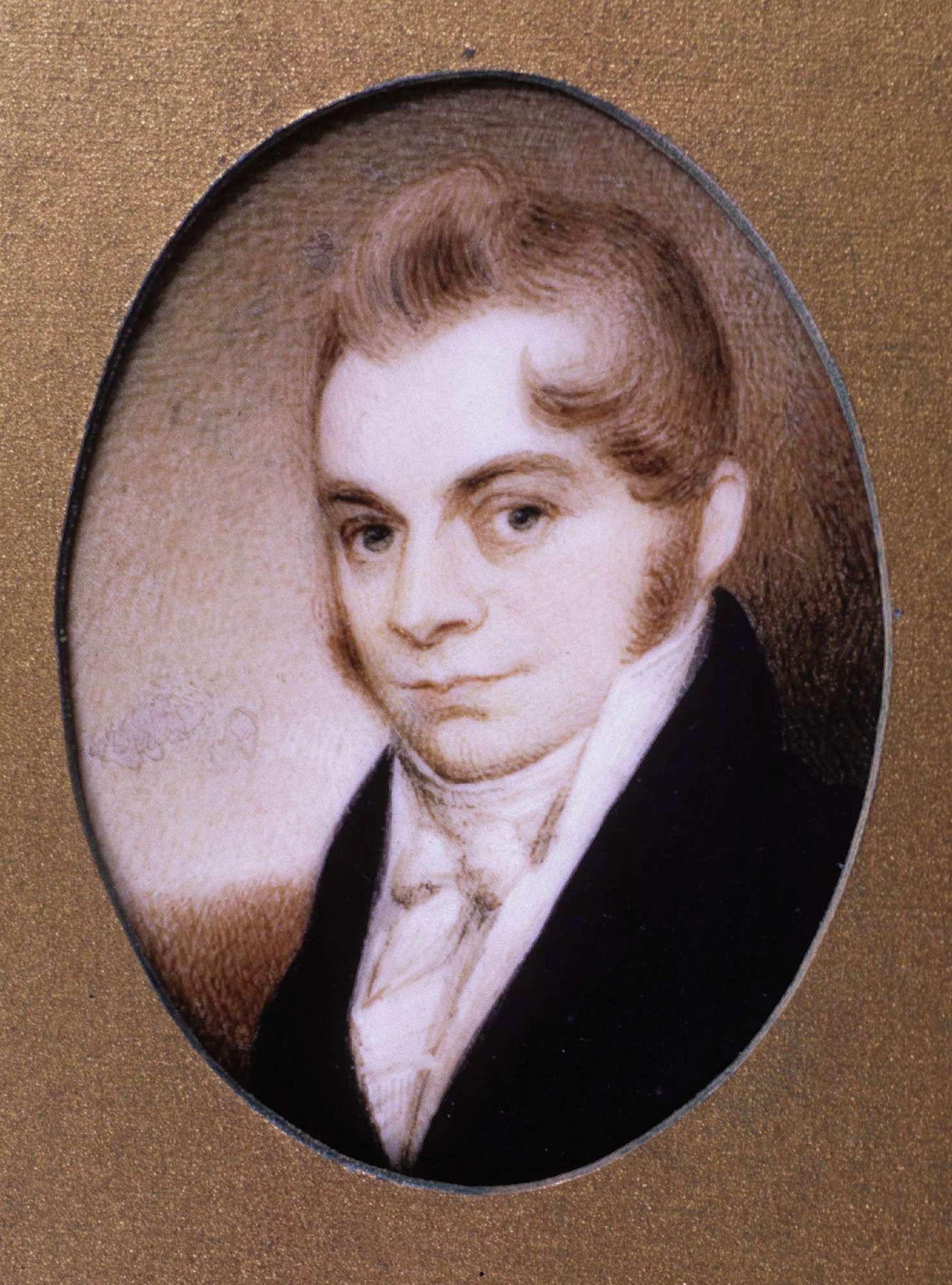
Elkanah Tisdale: Portrait of the Artist. Detroit Institute of Arts

Elkanah Tisdale (* 20. September 1768 in Lebanon, Colony of Connecticut; † 1. Mai 1835 in Norwich, Connecticut) war ein US-amerikanischer Graveur, Miniaturmaler und Karikaturist.

## Leben
Elkanah Tisdale wurde 1768 in Lebanon geboren. Sein Vater betrieb dort einen Wagenbaubetrieb. 1794 zog die Familie nach New York City, wo Tisdale vermutlich als Karossen-Maler im elterlichen Betrieb mitarbeitete. Zwischen 1794 und 1798 war er in New York als „Engraver and miniature painter“ tätig; ab 1798 bezeichnete er sich dann nur noch als Miniaturmaler. Im Jahr 1798 gründete er in Hartford, Connecticut, die „Hartford Engraving Company“ (auch „Graphic Co.“). Er arbeitete als Vignetten-Designer, ohne selbst zu gravieren, und unterrichtete in den frühen 1800er-Jahren vermutlich den später bekannt gewordenen Miniaturmaler Anson Dickinson. Von 1813 bis 1818 arbeitete Tisdale in Boston. 1818 stellte er zwei Miniaturen bei der New York American Academy of the Fine Arts aus und ließ sich erneut in Hartford nieder. Im Jahr 1820 entwarf und gravierte er Platten für Samuel F. Goodrich in Hartford. Um 1823 kehrte er nach Lebanon zurück, wo eine seiner bekanntesten Arbeiten, die Gravur „Convention at Philadelphia“, 1823 in einer Ausgabe von „A History of the United States“ erschien. Elkanah Tisdale starb am 1. Mai 1835 in Norwich, Connecticut.

## Werk

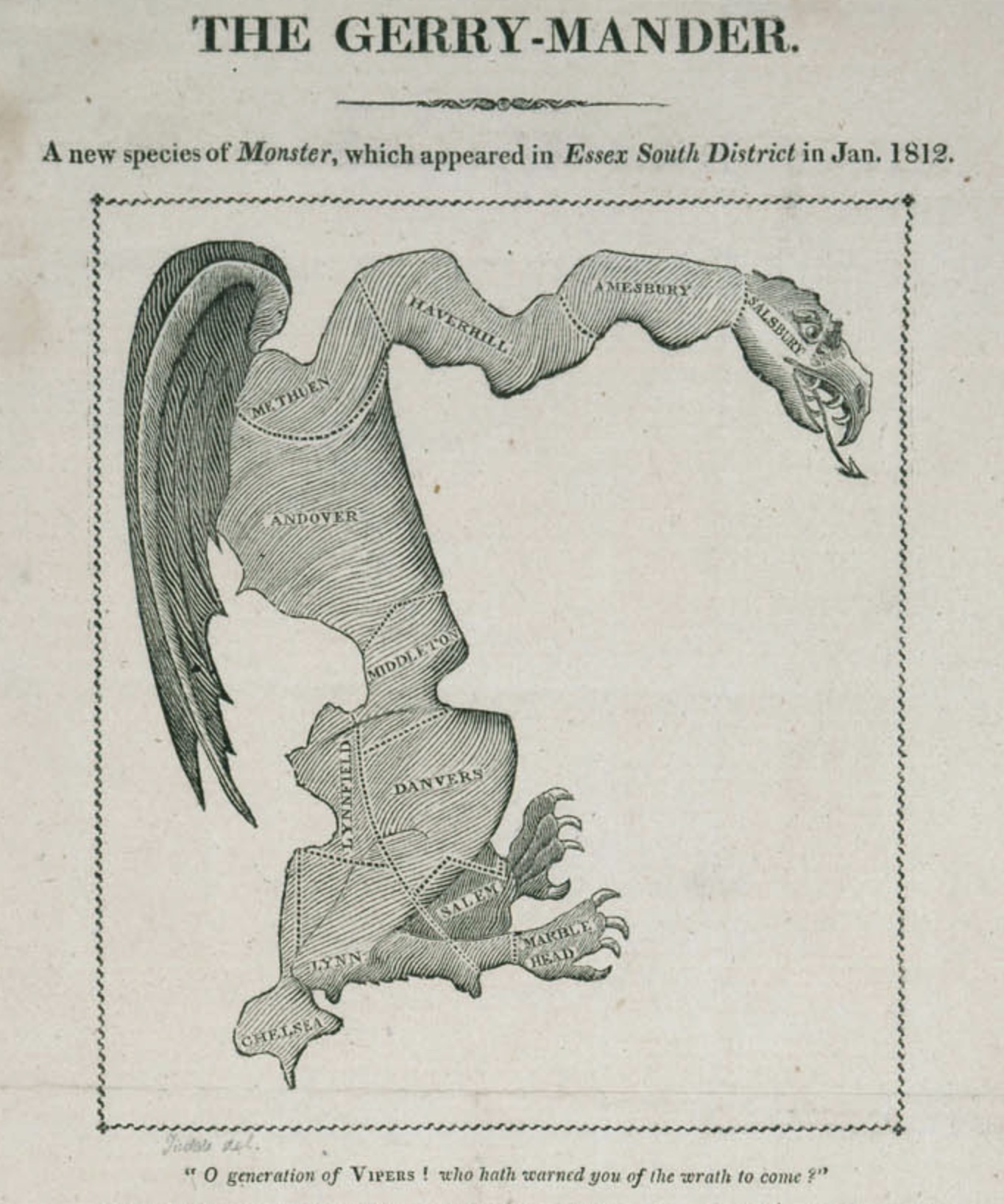
Elkanah Tisdale: The Gerry-Mander. A new species of Monster which appeared in Essex South District in Jan. 1812

Tisdale arbeitete als Graveur, Miniaturmaler und politischer Karikaturist. Zu seinen frühen Arbeiten zählen ganzseitige Illustrationen zu John Trumbulls Satire „McFingal“, die 1795 in New York erschien. Als Karikaturist erlangte er besondere Bekanntheit durch „The Gerry-Mander“, das am 26. März 1812 in der Boston Gazette veröffentlicht wurde. Die Zeichnung visualisierte die neu gezogenen Wahlbezirksgrenzen in Massachusetts in Form eines Salamander-Monsters und prägte so den Begriff „Gerrymandering“ für manipulative Wahlkreisgestaltung.